# The Troggs
The Troggs su bili engleski rock sastav iz sredine šesdesetih godina prošlog stoljeća koji su svjetsku slavu stekli svojim hitom Wild Thing.

## Povijest grupe
Grupa The Troggs osnovana je 1964., ubrzo ih je uočio Larry Page manager grupe The Kinks,  i potpisao ugovor s njima.
Već 1965. snimili su za njegovu tvrtku Page One Records, svoju prvu singl ploču  Lost Girl. 1966. snimili su svoj najveći hit ploču Wild Thing (skladba Chip Taylora), kojoj je puno pomogao u promociji nastup u TV showu  Thank Your Lucky Stars.  Pjesma je ubrzo postala hit broj 2 u Britaniji i broj 1 u Americi. Ova jednostavna skladba od par čvrsto odsviranih akorda na gitari, i još jednostavnijeg(dvosmislenog) teksta učinila je od Wild Thing standardom za garage rock.
The Trogs su imali još par zapaženijih hitova, poput  With a Girl Like You ( Britanija # 1, SAD #29, 1966.), I Can't Control Myself( Britanija # 2, 1966.),  Anyway That You Want Me (Britanija # 10, 1966.),, Night of the Long Grass (Britanija #17, 1967.) i Love Is All Around ( Britanija # 5, SAD # 7 1967/8).
Nakon ove serije uspjeha, sastav se počeo osipati, prvi je grupu napustio Ronnie Bond 1969.
Zatim se na solo karijeru odlučio i Reg Presley. Sastav se obnovio 1970. ali više nikad nije ponovio uspjeh Wild Thing, kroz sastav su inače prodefilirali mnogi glazbenici.
Sastav djeluje i danas, ali više na račun stare slave negoli zahvaljujući nekim novim ostvarenjima.
Njihov utjecaj na rock glazbu traje do današnjih dana, njihov najveći hit - Wild Thing je mnogima danas poznatiji u izvedbi Jimi Hendrixa i njegovog sastava The Jimi Hendrix Experience.
Evidentan je njihov utjecaj i na sav punk pokret, od Buzzcocksa koji su obradili njihovu skladbu I Can't Control Myself do Ramonesa koji su također posuđivali njihov stil.

## Članovi sastava
- Reg Presley - rođen kao Reginald Maurice Ball, 12. lipnja, 1941., Andover, Hampshire - pjevač
- Dave Wright - rođen kao David Frederick Wright on 21. siječnja, 1944., Winchester, Hampshire - vokal i ritam gitara, umro 10. listopada, 2008.  Winchester
- Chris Britton - rođen kao Charles Christopher Britton, 21 siječnja, 1944., Watford, Hertfordshire - solo gitara
- Pete Staples - rođen kao Peter Lawrence Staples, 3. svibnja, 1942., Andover, Hampshire - bas-gitara
- Ronnie Bond - rođen kao Ronald James Bullis, 4. svibnja, 1940., Andover, Hampshire, umro 13. studenog, 1992., Winchester, Hampshire - bubnjevi
- Tony Murray - rođen kao Anthony Murray, 26. travnja 1943., Dublin,  Irska - bas-gitara

## Diskografija

### Albumi
- From Nowhere... The Troggs (1966) (UK #6)
- Wild Thing (1966) (S.A.D. #52)
- Trogglodynamite (1966) (UK #10)
- Cellophane (1967)
- Love is All Around (1968)
- Mixed Bag (1968)
- Contrasts (1970)
- Troggs (1975)
- Black Bottom (1982)
- AU (1990)
- Athens Andover (1992)

### Singl ploče
- Lost Girl (1966)
- Wild Thing (1966) (UK #2, US #1)
- With A Girl Like You (1966) (UK #1, S.A.D. #29)
- I Can't Control Myself (1966) (UK #2, S.A.D. #43)
- Any Way That You Want Me (1966) (UK #8)
- Give It To Me (1967) (UK #12)
- Night Of The Long Grass (1967) (UK #17)
- Hi Hi Hazel (1967) (UK #42)
- Love Is All Around (1967) (UK #5, S.A.D. #7)
- Little Girl (1968) (UK #37)
- Surprise Surprise (1968)
- You Can Cry If You Want To (1968)
- Surprise Surprise (1968)
- Hip Hip Hooray (1968)
- Evil Woman (1969)
- Easy Lovin' (1970)
- Lover (1970)
- The Raver (1970)
- Lazy Weekend (1971)
- Wild Thing (new version) (1972)
- Everything's Funny (1972)
- Listen To The Man (1973)
- Strange Movies (1973)
- Good Vibrations (1974)
- Wild Thing (Reggae version) (1975)
- Summertime (1975)
- (I Can't Get No) Satisfaction (1975)
- I'll Buy You An Island (1976)
- Feeling For Love (1977)
- Just A Little Too Much (1978)
- I Love You Baby (1982)
- Black Bottom (1982)
- Every Little Thing (1984)
- Wild Thing '89 (1989)
- Don't You Know (1992)
- Wild Thing [1] (1992)
- Wild Thing [2] (1993) (UK #69)

## Vanjske poveznice
- Portal Trogsa  Arhivirana inačica izvorne stranice od 24. ožujka 2015. (Wayback Machine)